# Берёзовка (Глубоковский район)
Берёзовка (каз. Березовка) — село в Глубоковском районе Восточно-Казахстанской области Казахстана. Административный центр Калининского сельского округа. Код КАТО — 634047100.

## Население
В 1999 году население села составляло 1445 человек (643 мужчины и 802 женщины). По данным переписи 2009 года, в селе проживал 1291 человек (601 мужчина и 690 женщин).